# La Clé (film, 1958)
Pour les articles homonymes, voir La Clef.
Pour plus de détails, voir Fiche technique et Distribution.
La Clé (titre original : The Key) est un film britannique réalisé par Carol Reed, sorti en 1958.

## Synopsis
Le film se déroule pendant la Seconde Guerre mondiale. Des bateaux remorqueurs sont envoyés en mission dans des eaux dangereuses pour secourir des navires alliés endommagés. Un Américain du nom de David Ross se fait confier par le capitaine du premier remorqueur la clef de l’appartement où vit la séduisante Stella. S’il arrivait quelque malheur au vrai propriétaire de la clef, un membre de l’équipage du remorqueur, Ross pourrait se servir de celle-ci.

## Fiche technique
- Titre : La Clé
- Titre original : The Key
- Réalisation : Carol Reed
- Assistant-réalisateur : Gerry O'Hara
- Scénario : Carl Foreman d’après le roman de Jan de Hartog, Stella
- Production : Carl Foreman et Aubrey Baring, pour Open Road Films (en) et Highroad Productions
- Distribution Royaume-Uni et États-Unis Columbia Pictures
- Distribution France : Columbia Films SA
- Musique composée et dirigée par : Malcolm Arnold
- Photographie : Oswald Morris (B.S.C.)
- Cadreur : Arthur Ibbetson
- Montage : Bert Bates
- Décors : Wilfred Shingleton et Geoffrey Drake (en)
- Son : Peter Handford, J.B. Smith
- Costumes : Beatrice Dawson (en)
- Pays d'origine : Royaume-Uni
- Langues : anglais
- Format : noir et blanc - 2,35:1 - Mono - 35 mm (positif et négatif)
- Genre : drame
- Durée : 134 minutes
- Dates de sortie :
  - 28 mai 1958  Royaume-Uni (Londres)
  - 1er juillet 1958  États-Unis (New York)
  - 23 septembre 1958  Allemagne de l'Ouest
  - 1er octobre 1958  France
- Affiche : Georges Kerfyser (France)

## Distribution
- William Holden : le capitaine David Ross, un Canadien devenu en Angleterre le commandant d'un remorqueur de cargos en perdition, qui s'éprend de Stella
- Sophia Loren : Stella, une jeune femme mystérieuse qui partage son appartement - et elle-même - avec le capitaine du moment
- Trevor Howard : le capitaine Chris Ford, le commandant d'un remorqueur de cargos en perdition, sur le point de se marier avec Stella
- Oskar Homolka : le capitaine Van Dam, le commandant d'un cargo en perdition
- Kieron Moore : Kane, le commandant
- Bernard Lee : le commandant Wadlow, le commandant d'un remorqueur de cargos en perdition
- Beatrix Lehmann : la logeuse
- Noel Purcell : le tenancier de l'hôtel
- Bryan Forbes : Weaver
- Sidney Vivian (en) : Grogan
- Rupert Davies : Baker
- Russell Waters (en) : Sparks
- Irene Handl : l'employée
- John Crawford : le capitaine américain secouru par David
- Jameson Clark (en) : un capitaine anglais
- Carl Mohner : Van Barger (scènes coupées au montage)
- Michael Caine (non crédité)

## Distinctions
- Prix de la BAFTA 1959 récompensant le meilleur acteur britannique, à Trevor Howard.